# Placenta praevia
Als Placenta praevia (lateinisch für voraus liegender Mutterkuchen, im Weg liegende Plazenta, von praevius, „vor dem Weg befindlich“) wird eine im unteren Gebärmutterabschnitt zu liegen gekommene Plazenta bzw. die Fehllage der Plazenta bezeichnet. Die Plazenta ist hierbei in der Nähe des Gebärmutterhalses eingenistet und überdeckt die Gebärmutterhalsöffnung (Zervixöffnung) und damit den Geburtskanal ganz oder teilweise. Von einer Placenta praevia wird erst nach Abschluss der 24. Schwangerschaftswoche gesprochen, da es vorher noch möglich ist, dass die Plazentalage sich, den Geburtskanal freigebend, verändert. Zur Vermeidung lebensgefährlicher Blutungen während der Wehen ist häufig ein Kaiserschnitt angezeigt.

## Häufigkeit
Bei etwa 0,5 % aller Schwangerschaften, wobei Mehr- oder Vielgebärende wesentlich häufiger betroffen sind als Erstgebärende, insbesondere nach schnell aufeinanderfolgenden Schwangerschaften.

## Ursachen
Die Ursachen sind nicht eindeutig geklärt. Ein gehäuftes Auftreten findet sich nach vorausgegangenen Kaiserschnitten, Fehlgeburten, manueller Plazentalösung (der Mutterkuchen hat sich nach der Geburt nicht selbst gelöst und musste operativ entfernt werden), Ausschabungen und mehrere vorausgegangene Geburten.

## Einteilung
Die Einteilung richtet sich nach der Beziehung der Plazenta (Mutterkuchen) zum inneren Muttermund, wobei durch eine zunehmende Muttermunderöffnung eine veränderte placenta-praevia-Form auftreten kann. Unterschieden wird:
- tiefer Sitz der Plazenta: ein Teil der Plazenta befindet sich im unteren Teil der Gebärmutter (unteres Uterinsegment). Eine vaginale Geburt ist möglich
- Placenta praevia marginalis: das Plazentagewebe erreicht den inneren Muttermund, eine vaginale Entbindung kann möglich sein, jedoch in Abhängigkeit von mütterlichem und kindlichem Zustand
- Placenta praevia partialis: der Muttermund ist teilweise von Plazentagewebe überlagert, eine vaginale Geburt ist nicht anzustreben
- Placenta praevia totalis: die Plazenta liegt zentral über dem inneren Muttermund, eine vaginale Entbindung ist nicht möglich. Es kann schon bei geringer Wehentätigkeit zu lebensbedrohlichen Blutungen kommen.

## Symptome
Das Leitsymptom der Placenta praevia ist die annoncierende (warnende) vaginale Blutung, meist in der Mitte der Schwangerschaft. Diese Blutung ist im Gegensatz zur Blutung bei einer vorzeitigen Plazentalösung schmerzlos, frisch, hellrot und wiederkehrend. Die Schwangere hat keine Wehen, der Bauch ist weich und nicht druckempfindlich. Die Placenta praevia kann auch mit folgenden Regelwidrigkeiten einhergehen: der kindliche Kopf hat bei Erstgebärenden in Terminnähe noch keine Beziehung zum mütterlichen Becken aufgenommen bzw. falsche Lage oder Poleinstellung (Beckenendlage, Querlage).

## Diagnose
Die Diagnose sollte anhand der klinischen Symptome gestellt werden, genauer Ultraschalluntersuchung um die genaue Plazentalokalisation zu bestimmen, evtl. Spekulum-Einstellung, aber auf keinen Fall durch eine vaginale Untersuchung, da es dabei zu einer lebensbedrohlichen Blutung kommen kann.

## Therapie
Bei der Diagnose einer Placenta praevia hängt das weitere Vorgehen von der Blutungsstärke, dem Zustand von Mutter und Kind, dem Schwangerschaftsalter und dem Typus der Placenta praevia ab. Eine Abklärung (auch zur Differentialdiagnose der vorzeitigen Plazentalösung) ist notwendig, eventuell eine stationäre Aufnahme.
Bei starken Blutungen erfolgt zur  Schock-Therapie die Anlage mehrerer großlumiger Zugänge sowie eine aggressive Volumentherapie. Eine notfallmäßige Schnittentbindung nach Transport ins Krankenhaus ist dann nötig.

## Quelle
- Mändle, Opitz-Kreuter, Wehling „Das Hebammenbuch-Lehrbuch der praktischen Geburtshilfe“, Schattauer-Verlag, ISBN 3-7945-1765-2.